# IHC Beaufort
Pour les articles homonymes, voir IHC.
Le IHC Beaufort est club luxembourgeois de hockey sur glace basé à Beaufort. Il évolue dans le Championnat de Belgique de 2e division.

## Historique
L'équipe (initialement HC « Canada Dry » Beaufort-Echternach) a joué dans les années 1970 dans le championnat de Belgique avant de jouer en Allemagne (en Regionalliga) dans les années 1980. Le club participe dans le même temps au Championnat et à la Coupe du Luxembourg.

### Palmarès
Aucun titre